# Emberi dolgok
Az Emberi dolgok album az Ossian zenekar 1993-ban megjelent hatodik nagylemeze. Folytatva a Kitörés albummal megkezdett irányvonalat, az erős dallamok és gazdag vokálok ezen a lemezen ismét fontos szerepet kaptak.

## Dalok
1. Újra együtt – 4:15
2. Szeresd jobban – 4:01
3. Menetelés a vágóhídra – 3:29
4. Őrizd meg a lelkedet – 4:02
5. Ki véd meg? (Kelet-európai rocksztár ballada) – 4:11
6. Vad bolygó – 3:54
7. Emberi dolgok – 4:27
8. A szerelem országútján – 3:37
9. Kihozta belőled… – 3:27
10. Átverés – 2:56
11. Betelt a pohár – 3:53
12. Szavak nélkül (instrumentális) – 1:55

## Zenekar
- Paksi Endre – ének
- Maróthy Zoltán – gitár, szintetizátor, ének
- Vörös Gábor – basszusgitár
- Tobola Csaba – dobok, vokál